# 30. Infanterie-Division (Wehrmacht)
Die 30. Infanterie-Division war ein Großverband des Heeres der deutschen Wehrmacht. 

## Geschichte

### Aufstellung
Die Division wurde am 1. Oktober 1936 in Wehrkreis X (Hamburg) in Lübeck aus dem Infanterie-Regiment 6 aufgestellt.
Am 26. August 1939 wurde die Division als Teil der 1. Aufstellungswelle mobilisiert, dabei erhielt sie durch Neuaufstellung das I./IR. 26 und das III./IR. 6 sowie ein Feld-Ersatz-Bataillon 30. Unterstellt wurden ferner eine Schwadron des Kavallerie-Regiments 13 aus Lüneburg und die 3. Kompanie des MG-Bataillons 52. Die II. Abteilung des Artillerie-Regiments 66 wurde zur Heeresartillerie abgegeben.

### Polenfeldzug
Zu Beginn des Angriffskriegs gegen Polen ging die Division am 1. September 1939 am linken offenen Flügel der Heeresgruppe Süd im Rahmen des X. Armeekorps unter General der Artillerie Wilhelm Ulex aus dem Raum nordostwärts von Breslau zum Angriff mit allgemeiner Richtung Lodsch vor. Es kam in den nächsten Tagen zu Gefechten im Raum Kalisch, während des Wartaübergangs bei Warta, ferner bei Kol. Baiin, Niewiesz und Uniejew. An der Bzura erlitt sie schwere Verluste, als sie heftige Gegenangriffe und Ausbruchsversuche der eingeschlossenen polnischen Truppen abweisen musste, um einen Durchbruch durch die HKL der 8. Armee zu verhindern. Ihr Kommandeur Generalmajor Kurt von Briesen führte persönlich sein letztes in Reserve gehaltenes Bataillon ins Gefecht, wurde dabei schwer verwundet und verlor seinen rechten Unterarm.
Die Division, fortan als „Briesen-Division“ bezeichnet, ging zur Verfolgung des geschlagenen Gegners bis in den Raum nördlich von Łowicz über.

### Westfeldzug
Nach Beendigung der Kämpfe in Polen wurde die Division zur Grenzsicherung in die Eifel verlegt. Die Kavallerie-Schwadron wurde abgegeben und das Feld-Ersatz-Bataillon 30 kam zur 170. Infanterie-Division.
Die Division übernahm im Winter 1939/40 die Sicherung der Grenze am Limburger Zipfel zwischen Viersen und Mönchengladbach.

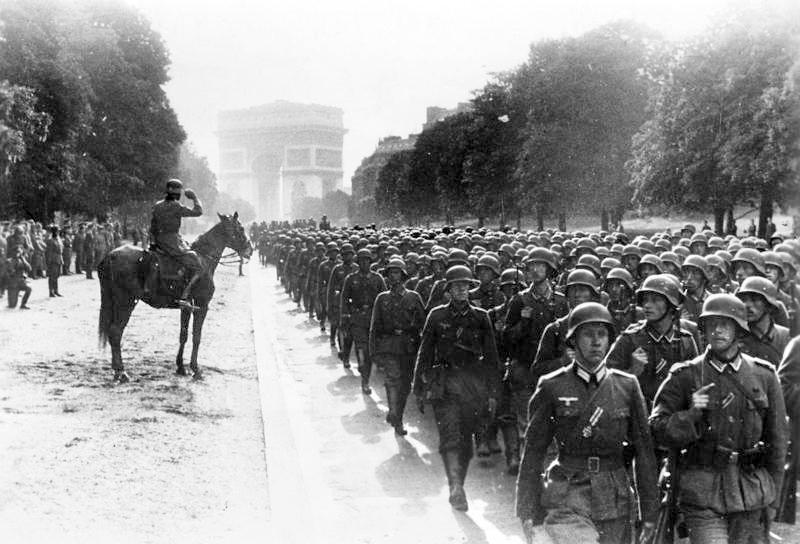
Siegesparade der Division auf der Avenue Foch vor dem Divisionskommandeur Kurt von Briesen, Paris, 14. Juni 1940.

Für den Westfeldzug im Mai 1940 wurde der Division die Radfahr-Schwadron 30 aus Lübeck und bis zum 15. Mai 1940 die vom Oberkommando des Heeres herangeführte Aufklärungsabteilung (mot.) aus Königsberg unterstellt.

### Fall Gelb
Die 30. Infanterie-Division griff im Verband der 6. Armee durch Südholland und Belgien an, ging zwischen Venlo und Roermond über die Maas, setzte nördlich von Löwen über den Albert-Kanal, nahm am Angriff über die Dendre teil, durchbrach die Scheldestellung bei Audenarde, erzwang den Übergang über die Lys und den Roulers-Kanal und führte ihren letzten Angriff über die Yser südostwärts von Ypern.

### Besatzungsaufgaben Frankreich
Die Division wurde nun als Reserve dem Oberkommando des Heeres unterstellt, marschierte dem vorrückenden Heer nach und übernahm ab 16. Juni die Besatzung von Paris, wo sie bis August 1940 blieb. 

### Unternehmen Seelöwe
Dann verlegte die Division in den Raum zwischen Caen und Lisieux, um an den Vorbereitungen für das „Unternehmen Seelöwe“- die geplante Landung in England – teilzunehmen. Nach Abbruch dieser Vorbereitungen wurde die Division bis April 1941 Besatzungstruppe zwischen Leyden, Den Haag und Utrecht.

### Unternehmen Barbarossa
Im Mai 1941 erfolgte die Verlegung nach Insterburg in Ostpreußen. Von dort aus trat die Division beim Angriff auf die Sowjetunion am 22. Juni 1941 an. Die 30. ID war der Heeresgruppe Nord zugeordnet und hatte den Auftrag, die sowjetischen Grenzbefestigungen südlich der Memel zu überwinden. Oberleutnant Weiß vom Pionier-Bataillon 30 schuf Lücken in den Drahthindernissen, so dass die Infanterie-Regimenter der Division nachrücken konnten. Der Widerstand der Roten Armee begann erst nachdem sich die Grenadiere ihren befestigten Stellungen näherten, die trotz starker Artillerieunterstützung und Sturmgeschützen nicht ausgeschaltet werden konnten. Die Rotarmisten ließen sich von der ersten deutschen Angriffswelle überrollen und nahmen danach den Kampf im Hinterhalt durch Scharfschützenaktivität und gezieltes Bekämpfen von rückwärtigen Einheiten, Offizieren, Nachschubstruppen und Meldern auf. Nördlich von Daugavpils (Dünaburg) ging die Division über die Daugava (Düna) und stieß bis in den Raum Opotschka vor. Im Juli und August nahm sie an den Verfolgungskämpfen südostwärts Dno teil und drehte zum Angriff über Staraja Russa bis zur Lowat nach Osten ein. Im August 1941 brach die 30. ID in die sowjetischen Schutzstellungen des wichtigen Verkehrsknotenpunktes Staraja Russa ein, wobei es IR 6 und IR 26 nicht gelang das tief gestaffelte Verteidigungssystem vollständig zu nehmen. Die Verteidigung wurde von Leningrader Arbeitermilizen übernommen, welche sich im Nahkampf zur Wehr setzten. Die 30. ID verzeichnete eine Reihe von Ausfällen durch die Detonation von Holzminen, welche die Pioniere nicht aufspüren konnten. Am 6. August 1942 verlagerten sich die Kämpfe auf den brennenden Ostteil der Stadt, wo ein erbitterter Häuserkampf entstand.
Im Januar 1942 brach die 34. sowjetische Armee an der Divisionsgrenze zwischen 290. ID und 30. ID ein und eröffnete eine Reihe von schweren Kämpfe in der Umgebung des Seligersees.

### Kessel von Demjansk
Damit begann der Angriff bis auf die Waldai-Höhen und ab September die Stellungskämpfe nördlich von Demjansk zwischen Lushno und Lytschkowa. Es entwickelte sich der Abwehrkampf der seit Februar 1942 im Kessel von Demjansk eingeschlossenen deutschen Divisionen, zu denen auch die 30. Infanterie-Division gehörte.
Im Kessel von Demjansk hielt die Division vornehmlich den nordöstlichen Abschnitt der Kesselfront. Nachdem die Räumung des Kampfraumes Demjansk erfolgt war, übernahm sie die Verteidigung von Staraja Russa, wo sie an den folgenden Abwehrkämpfen teilnahm. Ihre Verteidigungsfront verlängerte sich bis zum Ilmensee und später bis Schimsk.
Mit Beginn der sowjetischen Winteroffensive im Januar/Februar 1944 zwischen Leningrad und dem Ilmensee mussten die Stellungen geräumt und der Rückzug auf die „Panther-Stellung“ angetreten werden. Die Division stand nun ostwärts von Ostrow und Opotschka, später südlich von Pleskau im Abwehrkampf. Vom Juli bis Oktober 1944 folgten die Rückzugskämpfe bis ins Baltikum. Die Division kämpfte in der „Marienburg“-Stellung, focht am Embach und zog sich im Oktober über Riga nach Kurland zurück.

### Kurland
Die 1. Kurland-Schlacht erlebte die Division nördlich Vainode und ostwärts Prekuln. In der 2. Kurland-Schlacht kämpften die Soldaten nordostwärts von Preekuln, danach erfolgte die Verlegung südostwärts von Libau. 
Die letzten Kriegsmonate im Jahr 1945 kämpfte die Division am Barta-Abschnitt westlich von Skuodas und südostwärts von Prekuln. 

### Kapitulation
Nach der Kapitulation marschierte die Division zunächst in Richtung der damaligen deutschen Grenze nach Krottingen, bis sie Anfang Juni von sowjetischen Truppen in Gefangenschaft geführt wurde.

## Gliederung

### 1939
- Infanterie-Regiment 6
- Infanterie-Regiment 26
- Infanterie-Regiment 46
- Artillerie-Regiment 30
- Pionier-Bataillon 30
- Feldersatz-Bataillon 30
- Panzerabwehr-Abteilung 30
- Aufklärungs-Abteilung 30
- Infanterie-Divisions-Nachrichten-Abteilung 30
- Infanterie-Divisions-Nachschub-Führer 30

Bei der Mobilmachung wurde die I. Abteilung des Artillerie-Regiment 66 dem Regiment als schwere Abteilung unterstellt.
Im Dezember 1940 wurden das III./IR. 6, III./IR. 26 und II./IR. 46 an die 110. Infanterie-Division abgegeben.
Für den Ostfeldzug erhielt die Division 1941 die eigene Aufklärungs-Abteilung 30 (AA. 30).
Das Infanterie-Regiment 26 wurde am 10. Dezember 1942 in Füsilier-Regiment 26 umbenannt, die anderen Regimenter wurden Grenadierregimenter.
Die schweren Verluste während der Kämpfe um Demjansk führten zur Auflösung der II./IR. 6, III./IR. 26 und II./IR. 46, die AA. 30 wurde in Divisions-Füsilier-Bataillon 30 umbenannt.

### 1943
- Grenadier-Regiment 6
- Füsilier-Regiment 26
- Grenadier-Regiment 46
- Divisions-Füsilier-Bataillon 30
- Artillerie-Regiment 30 (mit I. Abteilung des Artillerie-Regiments 66 als schwerer Abteilung)
- Pionier-Bataillon 30
- Feldersatz-Bataillon 30
- Panzerjäger-Abteilung 30
- Aufklärungs-Abteilung 30
- Divisions-Nachrichten-Abteilung 30
- Kommandeur der Infanterie-Divisions-Nachschubtruppen 30

Während des Endkampfes in Kurland wurden II./GR. 6 und II./Füs.R. 26 aufgrund starker Verluste aufgelöst. Die 30. Infanterie-Division verfügte in den letzten Kriegswochen nur noch über vier Bataillone.

## Kommandeure
| Datum            | Dienstgrad             | Name                                    |
| ---------------- | ---------------------- | --------------------------------------- |
| 1. Juli 1939     | Generalmajor           | Franz Böhme                             |
| 19. Juli 1939    | General der Infanterie | Kurt von Briesen                        |
| 5. Januar 1941   | General der Infanterie | Kurt von Tippelskirch                   |
| 5. Juni 1942     | General der Infanterie | Thomas-Emil von Wickede                 |
| 29. Oktober 1943 | Generalmajor           | Gerhard Henke                           |
| September 1943   | Generalleutnant        | Paul Winter                             |
| 5. November 1943 | General der Infanterie | Wilhelm Hasse                           |
| 15. März 1944    | Generalleutnant        | Hans von Basse                          |
| 15. August 1944  | Oberst                 | Otto Barth (mit der Führung beauftragt) |
| 9. November 1944 | Generalmajor           | Otto Barth                              |
| 30. Januar 1945  | Generalleutnant        | Albert Henze                            |

## Bekannte Divisionsangehörige
- Albert Bach (1910–2003), war von 1963 bis 1972, als General der Infanterie, Befehlshaber der Gruppe II (Steiermark, Kärnten) des österreichischen Bundesheeres
- Christian Kinder (1897–1972), Hauptmann und Kompanieführer in einem Infanterie-Regiment der 30. Infanteriedivision; Kirchenjurist, zeitweilig Reichsleiter der Deutschen Christen.
- Heinz Eduard Tödt (1918–1991), Oberleutnant d. Res., Batterieführer der 1./AR 66; am 2. September 1944 (als Hauptmann d. Res. seit dem 1. Juli 1944) mit dem Ritterkreuz des Eisernen Kreuzes ausgezeichnet; zuletzt Major d. Res. im Divisionsstab der 30. Infanterie-Division. Nach der Kapitulation im Kurland-Kessel und fünfjähriger sowjetischer Gefangenschaft später Professor für Systematische Theologie und Friedensforschung an der Universität Heidelberg.
- Karl Ernst Laage (1920–2017), Leutnant d. Res., Batterieführer der 3./AR 66; am 26. November 1944 mit dem Ritterkreuz des Eisernen Kreuzes ausgezeichnet; später Honorarprofessor für Germanistik an der Universität Kiel, Präsident der Theodor-Storm-Gesellschaft, Ehrenbürger der Stadt Husum.

## Gedenken
Das in Neumünster stationierte Panzerbataillon 184 der Bundeswehr übernahm 1981 die Patenschaft für den Traditionsverband des ehemaligen Infanterie-Regiments 46 der 30. Infanterie-Division.